# Sukosari (Jumantono)
Sukosari is een bestuurslaag in het regentschap Karanganyar van de provincie Midden-Java, Indonesië. Sukosari telt 2810 inwoners (volkstelling 2010).